# عبد العزيز أبو هدبا
عبد العزيز أبو هدبا (1935-2011) هو مؤرخ فلسطيني، ولد في قرية دير أبان قضاء القدس، تلقى تعليمه الابتدائي في مدرسة القرية، والثانوي في الكلية الهاشمية في مدينة البيرة، وتخرج عام 1955 من دار المعلمين الريفية في بيت حنينا. عمل في سلك التعليم في عدة مدارس بمحافظة رام الله والبيرة بين الأعوام (1955-1984). حاصل على بكالوريوس إدارة الأعمال من جامعة القاهرة عام 1967.

## إسهاماته
شغل أبو هدبا منصب أمين السر لجمعية المجلس الأعلى للفولكلوريين الفلسطينيين التي تأسست عام 1990، ورئيس دائرة الفولكلوريين بالمجلس الفلسطيني للثقافة والإعلام عام 1992، وكان عضواً في الهيئة الإدارية للاتحاد العام للفنانين الفلسطينيين، وعضواً في الهيئة التأسيسية لجمعية المتاحف الفلسطينية التي تأسست عام 1994، وعضو المجلس الوطني للتراث الشعبي الفلسطيني عام 1994. وشارك كممثل للفلكلوريين في مؤتمر المؤسسات والهيئات الثقافية العربية غير الحكومية الذي عقد في مكناس بالمغرب العربي في كانون أول عام 1996. ساهم في تأسيس لجنة الأبحاث الاجتماعية والتراث الشعبي الفلسطيني في جمعية إنعاش الأسرة، وفي عام 1972 انتخب أمين سر اللجنة حتى حزيران 1993 ثم عين رئيساً للمركز.
أعد وحرر صفحة تراث فلسطين في جريدة الشعب المقدسية في الفترة (1989-1991). وقدم برنامج من تراثنا الشعبي في تلفزيون فلسطين والشارقة وأبو ظبي، وساهم في تنظيم مؤتمر القدس العالمي للتراث الشعبي الفلسطيني عام 1987 الذي أقامه مركز إحياء التراث في طيبة المثلث.

## مؤلفاته
صدر له العديد من الأبحاث والكتب منها:
- دور المراكز والمؤسسات الفلسطينية في الحفاظ على التراث الشعبي وتطويره.

- الأدب الشعبي في ظل الإنتفاضة.
- كان يا مكان: حكايا شعبية من مدينة القدس.
- الحكايات والأساطير الشعبية في مدينة الخليل.
- الحكاية في المثل الشعبي الفلسطيني.
- فن الزغاريد الشعبية في الأعراس الفلسطينية.
- مقالات في التراث الشعبي الفلسطيني.
- قرية ديرابان،1990.[6]

## وفاته
توفي في عام 2011، وقد نعته وزارة الثقافة الفلسطينية بحضور الوزيرة سهام البرغوثي لجنازته، ونعاه الاتحاد العام للكتاب ووصفه بأنه سادن التراث والحارس الأجل لحديقة الموروث. وقال في بيانه:" إن الفقيد هو من الذين خلقوا للعطاء والبذل، وقد منح الوقت بإتساعه في تعزيز مقولة الأدب الشعبي وتجميعه وإعادة إطلاقه والتعريف به خوفا من النسيان والمحو .. فقد كان أبو هدبا بحق وبصدق رافعة ثقافية ومؤسسة تراثية بامتياز من خلال ما قدمه للتراث الشعبي ودوره الفاعل في هذا المجال". كما نعته الحركة الشعبية لنصرة الأسرى وقال نشأت الوحيدي منسق عام الحركة الشعبية ومسؤول الإعلام في لجنة الأسرى للقوى الوطنية والإسلامية في قطاع غزة: "بأن فقدان المؤرخ المقدسي عبد العزيز أبو هدبة جاء وشعبنا والذاكرة الفلسطينية في أمس الحاجة إليه حيث كان دائما ينبش في الصخر والذاكرة من أجل إنعاشها وحمايتها من جرافات وقوانين وقرارات الإحتلال الإسرائيلي العنصرية الهادفة لشطب وإبادة الذاكرة والروح والجسد الفلسطيني".